# CBS Corporation
CBS Corporation è stata una società statunitense operante nel campo dei mass media. La società, prima di entrare al NYSE, il 3 gennaio 2006, era conosciuta sotto il nome di Viacom.

## Storia

### Gli inizi
La Viacom, nome iniziale dell'attuale società, nasce nel 1971 come divisione della rete televisiva CBS e viene scorporata da quest'ultima nel 1976.
Negli anni novanta la Viacom acquisisce il suo vecchio controllante e di conseguenza anche il nome CBS Corporation.

### La scissione
Nel 2005, la Viacom annuncia di voler dividere l'azienda in due società separate quotate in borsa. L'approvazione da parte del consiglio di amministrazione avviene il 14 giugno 2005. A capo della nuova società, la CBS Corporation, viene nominato Leslie Moonves, già vicepresidente della Viacom.
La scissione viene strutturata in modo che la nuova Viacom si separi dalla vecchia Viacom, e quest'ultima diventi CBS Corporation.
Con la scissione le due nuove società iniziano le contrattazioni al NYSE, all'inizio del 2006.

### 2006
Il 24 gennaio 2006, CBS Corporation e Warner Bros., hanno annunciato di essere impegnati nella costruzione di un nuovo network: The CW. Il debutto della nuova rete è avvenuto il 18 settembre dello stesso anno.

### 2008
Il 15 maggio 2008 CBS Corp. annuncia l'acquisizione del gruppo CNET Networks per 1,8 miliardi di dollari. Il gruppo CNET è proprietario di una moltitudine di siti legati all'informazione tecnologica.